# Emirato di Creta
L'Emirato di Creta fu uno Stato musulmano esistente nel mar Mediterraneo, sull'isola di Creta, dalla fine degli anni Venti del IX secolo fino alla riconquista bizantina dell'isola nel 961. Anche se l'emirato riconobbe la sovranità del califfato abbaside e mantenne stretti rapporti con i Tulunidi d'Egitto, fu de facto indipendente.
Un gruppo di esuli andalusi conquistò Creta nell'anno 824 o negli anni 827/828, riuscendo a creare in breve tempo uno Stato indipendente. Numerosi tentativi da parte dell'impero Bizantino di riconquistare l'isola fallirono disastrosamente, e per i circa 135 anni della sua esistenza, l'emirato (chiamato Iqritish o Iqritiya dagli Arabi), fu uno dei principali nemici di Bisanzio. Creta controllò le rotte marittime del Mediterraneo orientale e fu usato come una base e rifugio sicuro dalle flotte corsare provenienti dal mondo musulmano che compievano frequenti scorrerie sulle coste bizantine del Mar Egeo. La storia interna dell'emirato non è molto chiara, ma si sa che raggiunse una notevole prosperità grazie alla guerra di corsa, al commercio e all'agricoltura. L'emirato di Creta venne riconquistato da Niceforo II Foca, che iniziò una massiccia campagna militare sull'isola negli anni 960-961.

## Storia
Creta divenne bersaglio di attacchi musulmani già dopo le prime ondate delle conquiste musulmane, nella metà del VII secolo. Subì una prima incursione nel 654 e nuovamente negli anni 674/675, parti dell'isola vennero temporaneamente occupate durante il regno del califfo omayyade al-Walīd I (che regnò dal 705 al 715). Tuttavia, l'isola non fu mai conquistata e, nonostante le incursioni occasionali dell'VIII secolo, essa rimase nelle mani bizantine; Creta era troppo lontana dalle basi navali arabe, quindi non c'era la possibilità di intraprendere una spedizione efficace e definitiva contro di essa.

### Conquista di Creta
Nella seconda metà del regno dell'imperatore bizantino Michele II (che regnò dall'820 all'829), un gruppo di esuli andalusi sbarcò a Creta e avviò la conquista dell'isola. Questi esuli erano i superstiti di una rivolta fallita contro l'emiro al-Hakam I di Cordova nell'anno 818. Il giorno dopo che al-Ḥakam I sedò la rivolta, i cittadini del borgo cordovano di al-Rabaḍ furono esiliati in massa. La maggior parte di essi si stabilì a Fès, in quello che era conosciuto come Maghreb al-Aqsa, l'attuale Marocco, ma altri, il cui numero superava i 10000 uomini, si dettero alla guerra di corsa, probabilmente affiancati da altri andalusi. Alcuni uomini di quest'ultimo gruppo, sotto la guida di Abū Ḥafṣ ʿUmar ibn Shuʿayb ibn 'Īsā al-Ballūṭī, comunemente noto con la sua kunya di Abū Ḥafṣ, sbarcarono ad Alessandria e presero il controllo della città fino all'827, quando furono assediati, sconfitti ed espulsi dal generale abbaside ʿAbd Allāh b. Ṭāhir. La data esatta del loro sbarco a Creta è incerta. Secondo le fonti islamiche, sarebbe avvenuto nell'827 o nell'828, dopo l'espulsione degli Andalusi da Alessandria. Le fonti bizantine sembrerebbero tuttavia contraddire questo, datando il loro sbarco subito dopo la soppressione della grande rivolta di Tommaso lo Slavo (821-823).

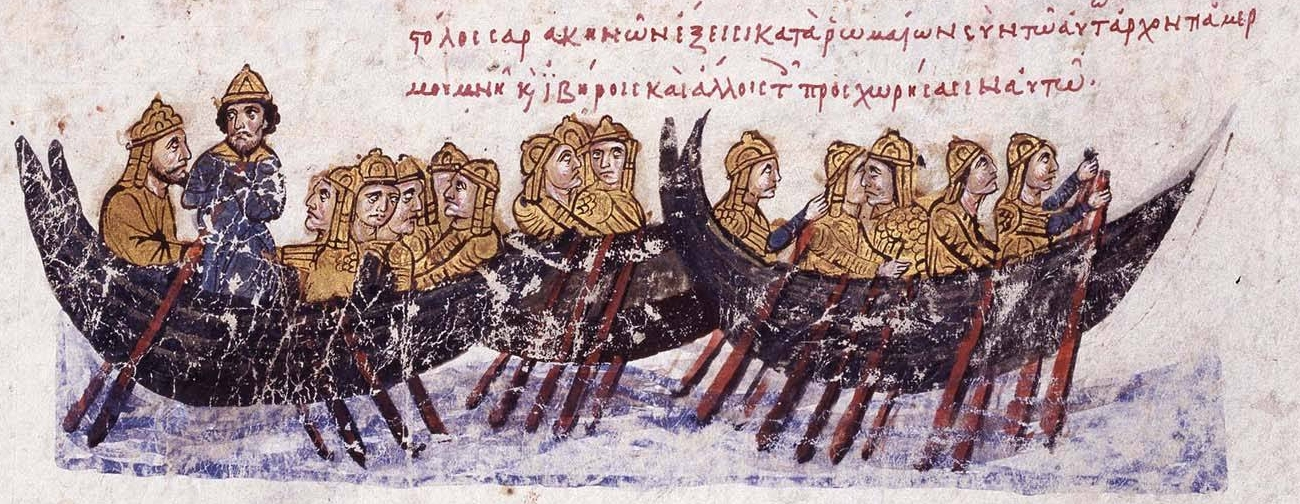
La flotta saracena naviga verso Creta. Miniatura presa dal manoscritto Scilitze di Madrid

Secondo l'accordo raggiunto con Ibn Ṭāhir, gli Andalusi e le loro famiglie avrebbero lasciato Alessandria con 40 navi. Lo storico Warren Treadgold stima che fossero circa 12000 persone, di cui circa 3000 erano uomini adulti in grado di combattere. Secondo gli storici bizantini, gli Andalusi avevano abbastanza familiarità con Creta, perché avevano effettuato lì diverse incursioni in passato. Essi affermano inoltre che lo sbarco musulmano inizialmente doveva essere solo una razzia che si era trasformato in un tentativo di conquista solo più tardi. Il luogo esatto dove approdarono gli Andalusi è sconosciuto. Alcuni storici pensano che fosse sulla costa nord, nella Baia di Suda o vicino a quella che divenne la loro capitale, Candia (in arabo ربض الخندق‎?, Rabḍ al-Khandaq, "Castello del Fossato"). Altri storici pensano invece gli andalusi sbarcarono sulla costa sud dell'isola e che poi si fossero spostati verso l'interno più densamente popolato.
Non appena l'Imperatore Michele II seppe dello sbarco arabo, e prima ancora che gli Andalusi riuscissero a conquistare tutta l'isola, mandò diverse flotte ed eserciti per cercare di recuperare l'isola. Le perdite subite durante la rivolta di Tommaso lo Slavo e l'invasione islamica della Sicilia rallentarono la capacità di risposta dell'Impero. La prima spedizione, guidata dallo strategos bizantino Photeinos e dal conte Damian, venne sconfitta in una battaglia in cui lo stesso Damian fu ucciso. La seconda spedizione, comprendente una flotta di 70 navi, partì un anno più tardi, guidata dallo strategos Krateros. Inizialmente i Bizantini riportarono alcune vittorie, ma subirono un attacco notturno e vennero sconfitti. Krateros riuscì inizialmente a fuggire a Coo, ma venne più tardi catturato dagli Arabi e crocifisso.

### L'emirato "corsaro"
Abū Ḥafṣ respinse i primi attacchi bizantini e lentamente consolidò il proprio controllo su tutta l'isola. Egli riconobbe la sovranità del califfato abbaside, ma governò l'isola in modo indipendente.

La conquista islamica dell'isola fu di grande importanza per l'epoca, poiché stravolse gli equilibri dei poteri navali nel Mar Mediterraneo orientale e aprì il - fino ad allora sicuro - Mar Egeo a frequenti incursioni e razzie.
Gli Andalusi occuparono anche molte isolette delle Cicladi nel corso dei primi anni della conquista di Creta, ma Michele II organizzò un'altra spedizione su larga scala, creò un intero nuovo corpo di marina, il Tessarakontarioi, costruendo nuove navi. Sotto la guida dell'ammiraglio Ooryphas, questa flotta riuscì a cacciare gli Arabi dalle Cicladi ma non riuscì a riconquistare Creta.

Il successore di Michele II, Teofilo, inviò un'ambasciata al califfo di Cordova ʿAbd al-Raḥmān II, proponendogli un'azione congiunta contro gli esuli andalusi, ma l'unica risposta di ʿAbd al-Rahmān fu quella di dare il suo assenso ad una qualsiasi eventuale azione bizantina contro Creta, non accettando però di intervenire personalmente. Nell'ottobre 829, i Cretesi distrussero una flotta imperiale bizantina nei pressi di Taso, annullando gran parte degli sforzi di Ooryphas e aprendo l'Egeo alle incursioni arabe.

Più tardi attaccarono Eubea (835-840), Lesbo (837) e le coste del Thrakesion, dove distrussero il centro monastico del Monte Latros. Furono però pesantemente sconfitti dallo strategos locale, Costantino Kontomytes.
Dopo la morte di Teofilo nell'842, furono adottate nuove misure per affrontare la minaccia cretese: nell'843 venne istituita una nuova flotta nel Mar Egeo per proteggere le coste dell'Impero dalle incursioni saracene, e un'altra spedizione per recuperare Creta venne avviata sotto la guida personale del potente logoteta e reggente Theoktistos. Anche se riuscì a occupare gran parte dell'isola, Theoktistos dovette abbandonare l'esercito a causa di intrighi politici a Costantinopoli, e le truppe lasciate da sole furono massacrate dagli Arabi.

Nel tentativo di indebolire i saraceni, nell'853, diverse flotte bizantine attaccarono la base navale egiziana di Damietta e sequestrarono dei carichi di armi destinati a Creta.

Nonostante alcuni successi bizantini contro gli Arabi negli anni successivi, i Cretesi ripresero le loro incursioni ai primi mesi dell'860, attaccando il Peloponneso, le Cicladi e il monte Athos.

Nell'866, il reggente Bardas organizzò un'altra spedizione su larga scala per tentare di riconquistare Creta, ma il suo assassinio ad opera di Basilio il Macedone solo due settimane dopo che la flotta era salpata dalla capitale implicò la fine dell'impresa.

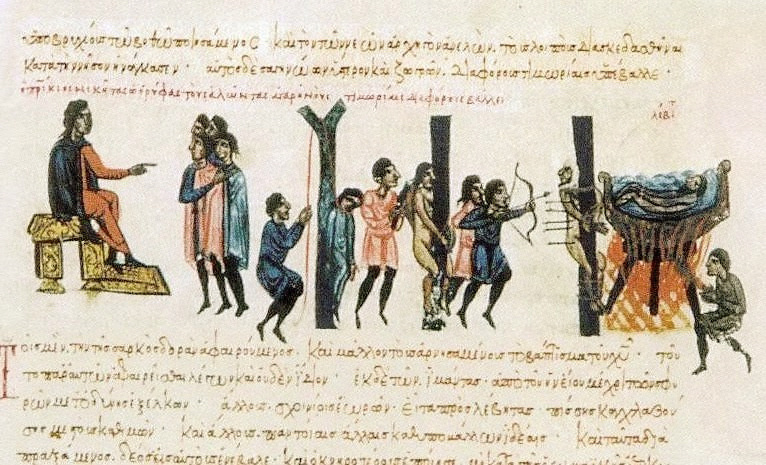
Ooryphas punisce i saraceni cretesi (illustrazione dello Scilitze di Madrid)

Nei primi mesi dell'870, le incursioni cretesi raggiunsero nuovi luoghi: le loro flotte, spesso comandate da rinnegati bizantini, ora andavano più lontano, oltre l'Egeo, raggiungendo le coste dalmate. In un'occasione una flotta cretese penetrò nel Mar di Marmara attaccando senza successo le isole. Si trattò della prima volta, dopo il secondo assedio arabo di Costantinopoli del 717-718 che una flotta musulmana riuscì ad arrivare così vicino alla capitale bizantina.

Nell'873 e nell'874 i Cretesi subirono altre due pesanti sconfitte consecutive per mano del nuovo ammiraglio bizantino, Niceta Ooryphas. Dopo la seconda battaglia, in particolar modo, Ooryphas fece molti prigionieri, che fece torturare per lungo tempo, per vendicarsi delle loro scorrerie. Nello stesso tempo, la flotta musulmana di Tarso fu distrutta al largo di Calcide. Queste vittorie bizantine portarono a una tregua temporanea, e sembra che l'emiro cretese Saipes (Shu'ayb I ibn 'Umar) fosse costretto a versare un tributo a Costantinopoli per circa un decennio.
Le scorrerie saracene ripresero poco dopo, quando le flotte cretesi si unirono a quelle nordafricane e vicino-orientali. Il Peloponneso, in particolare, fu spesso preso di mira dalle scorrerie islamiche, ma anche l'Eubea e le Cicladi: l'isola di Patmo passò sotto il controllo di Creta, Nasso, insieme alle vicine isole di Paro e Io, furono costrette a pagare tributi. Inoltre Elafonissos e Citera, al largo della costa meridionale del Peloponneso, furono occupate. Ma le isole prese e controllate dai musulmani di Creta potrebbero essere state di più.

L'impatto di questa nuova ondata di incursioni arabe venne sentito in tutto l'Egeo, dove alcune isole si spopolarono del tutto, alcune zone costiere furono abbandonate per raggiungere l'entroterra, più sicuro. Atene potrebbe essere stata occupata tra l'896 e il 902.

Nel 904, una flotta siriana guidata da Leone di Tripoli saccheggiò la seconda città dell'Impero bizantino, Salonicco. I Saraceni di Creta cooperarono strettamente con i loro colleghi vicino-orientali, che spesso usarono Creta come una base, come quando Leone, di ritorno dopo il sacco di Salonicco, fece vendere i suoi 20000 prigionieri a Creta Allo stesso tempo, l'Emirato di Creta ricevette un forte sostegno da parte dei Tulunidi d'Egitto, ma i loro successori, gli Ikhshididi, lo trascurarono.

Nel 911, un'altra spedizione su larga scala di oltre 100 navi attaccò Creta, guidata dall'ammiraglio Himerios. Fu però costretta a lasciare l'isola dopo pochi mesi. Nel suo viaggio di ritorno, la flotta di Himerios venne distrutta in battaglia al largo di Chio da una flotta araba.

### Riconquista bizantina

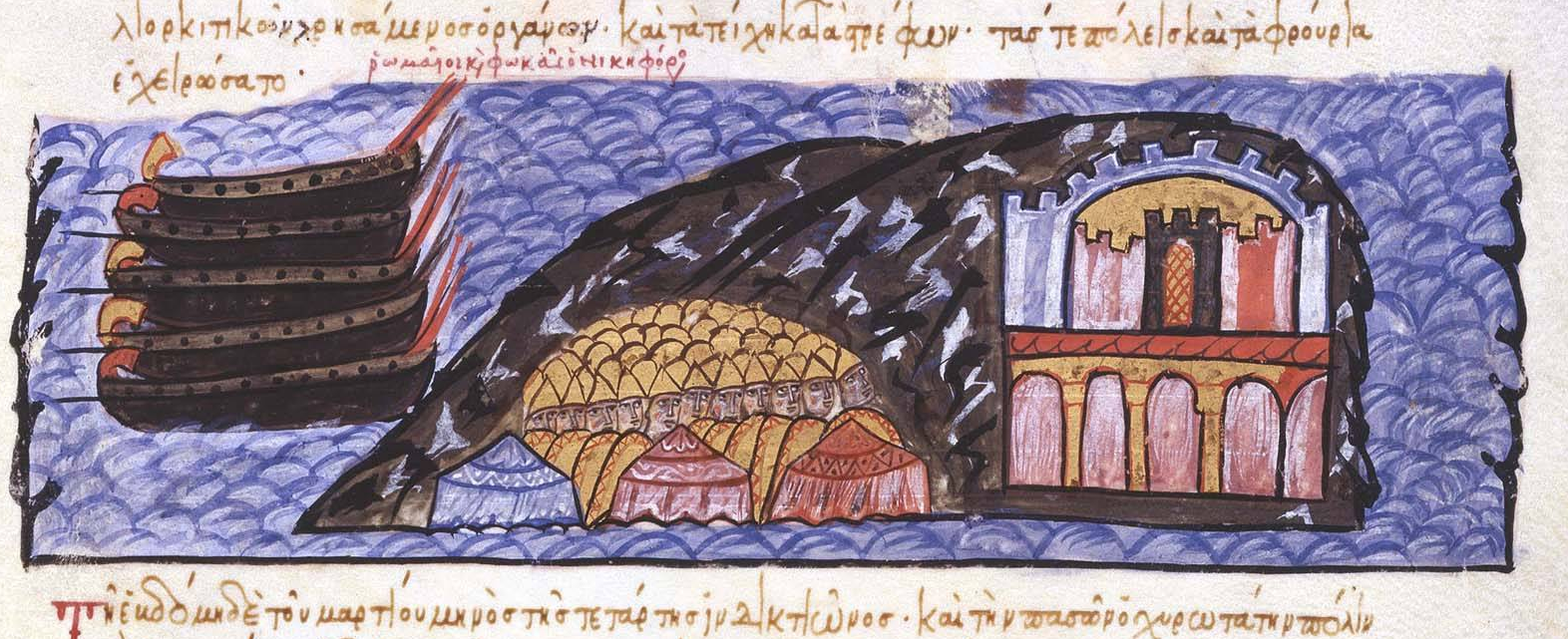
L'assedio di Candia, la principale roccaforte musulmana dell'isola, illustrato nello Scilitze di Madrid

Le incursioni cretesi raggiunsero il picco negli anni 930-940, anni nei quali furono devastate il sud della Grecia, Athos, e le coste occidentali dell'Asia Minore. In reazione a ciò, l'Imperatore Costantino VII organizzò un'altra spedizione contro l'isola nel 949. Nonostante l'attacco a sorpresa la flotta bizantina venne distrutta, una sconfitta che i cronisti bizantini attribuiscono all'incompetenza e all'inesperienza del suo leader delle spedizione, il ciambellano eunuco Costantino Gongyles. Costantino VII non si arrese, e durante gli ultimi anni del suo regno cominciò a preparare un'altra spedizione. Questa spedizione verrà effettuata durante il regno del suo successore, Romano II, che affidò la guida della flotta al generale Niceforo II Foca. Alla guida di un'enorme flotta, Foca partì nel giugno o luglio del 960, sbarcò sull'isola e sconfisse l'iniziale resistenza musulmana. Candia venne sottoposta a un lungo assedio, che durò tutto l'inverno del 961: la città venne presa il 6 marzo.

La città venne saccheggiata, le moschee e le mura furono abbattute. Gli abitanti musulmani furono uccisi o ridotti in schiavitù, mentre l'emiro dell'isola, ʿAbd al-ʿAzīz ibn Shuʿayb (Kouroupas) e suo figlio al-Nuʿmān (Anemas) furono fatti prigionieri e portati a Costantinopoli, dove Foca celebrò il suo trionfo. L'isola divenne un Thema (provincia bizantina), e i musulmani che non furono uccisi o ridotti in schiavitù furono convertiti al Cristianesimo da missionari come Nikon ho Metanoeite. Tra i convertiti vi furono al-Nuʿmān stesso, che entrò al servizio dei Bizantini e morì durante l'assedio di Dorostolon.

## L'emirato
Il periodo arabo di Creta rimane relativamente oscuro a causa della scarsità di documenti rimasti riguardanti la sua storia interna. Inoltre, non rimangono importanti resti archeologici del periodo, forse a causa delle distruzioni bizantine.

Questo ha influenzato il modo in cui l'emirato viene generalmente considerato: gli storici, costretti a rifarsi soprattutto alle fonti bizantine, hanno tradizionalmente visto l'emirato di Creta dal punto di vista bizantino, quindi come un "covo di corsari", dedito alla razzia e al commercio degli schiavi.

I pochi e sparsi riferimenti all'Emirato cretese che si trovano nelle fonti del mondo musulmano dell'epoca, d'altra parte, fanno vedere l'Emirato come uno Stato ben organizzato, con un'economia monetaria regolare e ampi legami commerciali, e ci sono prove che Candia fosse un importante centro culturale. Il rinvenimento di numerose monete d'oro, d'argento e di rame, testimoniano un'economia forte e un elevato standard di vita tra la popolazione..

L'economia era fiorente grazie agli ampi scambi commerciali che avvenivano con il resto del mondo musulmano, in particolar modo con l'Egitto, e grazie a un'agricoltura fiorente: la necessità di sostenere uno Stato indipendente, così come l'accesso al commercio con il mondo musulmano, portò a un'intensificazione delle coltivazioni. È possibile che la canna da zucchero sia stata introdotta a Creta in quel momento.
Non è chiaro quale status ebbero i cristiani dell'isola dopo la conquista musulmana. Le fonti cristiane dell'epoca dicono che la maggior parte di costoro fosse convertita forzosamente o espulsa, mentre le fonti musulmane dicono invece che sopravvisse nell'isola una minoranza cristiana. Sempre secondo le stesse fonti islamiche, i musulmani, sia i discendenti degli Andalusi, sia gli immigrati più recenti, o i convertiti, formavano la maggioranza della popolazione nell'isola. Ci sono anche alcune prove del fatto che nell'isola esistessero fazioni rivali in lotta tra di loro, sia cristiane sia musulmane: Teodosio il diacono riferisce che gli "abitanti di rupi e grotte (cristiani)" alla guida del loro capo Karamountes, scesero dalle montagne durante l'assedio di Candia.

È probabile che la popolazione delle campagne fosse rimasta in maggioranza cristiana, mentre l'elemento musulmano (compresi i convertiti nativi) predominasse nelle città.
Nell'Emirato vi era anche una minoranza ebraica, anche se la situazione degli ebrei è conosciuta solo parzialmente. In generale gli emiri musulmani si guadagnarono la lealtà e la collaborazione degli ebrei indigeni e la loro situazione era sicuramente migliore di quella degli ebrei sotto il dominio cristiano bizantino.

## Lista degli emiri
- 827-855: Abū Ḥafṣ ʿUmar ibn Shuʿayb ibn ʿĪsā al-Ballūṭī
- 855-888: Shuʿayb I ibn ʿUmar
- 880-895: Abū ʿAbd Allāh ʿUmar II ibn Shuʿayb
- 895-910: Muḥammad ibn al-Shuʿayb Zarkūn
- 910-915: Yūsuf ibn ʿUmar II
- 915-925: ʿAlī ibn Yūsuf
- 925-940: Aḥmad ibn ʿUmar II
- 940-943: Shuʿayb II ibn Aḥmad
- 943-949: ʿAlī ibn Aḥmad
- 949-961: ʿAbd al-ʿAzīz ibn Shuʿayb II